# ジェームズ・モートン・ショップ
ジェームズ・モートン・ショップ（James Morton Schopf、1911年6月2日 - 1978年9月15日）はアメリカ合衆国の古生物学者、地質学者である。古生物学、特に石炭の古生物学を専門とした。

## 略歴
ワイオミング州のシャイアンで生まれた。イリノイ大学で植物学を学んだ。1934年からイリノイ州立地質調査局の石炭部で、ケディ（Gilbert H. Cady）のもとで、働いた。石炭層の研究を行い、石炭層に含まれる花粉、胞子の分類の研究や層序学への応用を研究した。1943年からピッツバーグの鉱山局で、石炭の成因と石炭の分類を研究した。1947年からワシントンの地質調査所の古生物学部門、層序学部門で働き、1950年から1961年までオハイオ大学のアメリカ地質研究所(U.S. Geological Laboratory)の燃料部門や古生物学部門で働いた。
アメリカ植物学会の功労賞、古植物学特別功労賞、南極活動賞（Antarctic Service Award）、アメリカ地質学会のGilbert H. Cady Award、米国科学アカデミーのMary Clark Thompson Award、古生物学会賞（Paleotological Society Medal）などを受賞した。

## 著作
- Spores from the Herrin (no. 6) coal bed in Illinois, Urbana 1938
- Contributions to Pennsylvanian paleobotany Mazocarpon oedipternum, sp. nov. and Sigillarian relationships, Illinois State Geological Survey, Report 75, Urbana 1941
- Pteridosperm male fructifications; American species of Dolerotheca, with notes regarding certain allied forms, Illinois State Geological Survey, Report 142, Urbana 1949
- L. R. Wilson, Ray Bentallと共著 An Annotated Synopsis of Paleozoic Fossil Spores and the Definition of Generic Groups, Illinois State Geological Survey, Report 91, Urbana 1944
- Forms and facies of Vertebraria in relation to Gondwana coal, American Geophysical Union 1982
- Variable coalification; the processes involved in coal formation, Economic Geology , Band 43, 1948, S. 207–225
- A definition of coal, Economic Geology, Band 51, 1956, 521